# ヴィクター・O・フレイザー
ヴィクター・O・フレイザー(英語: Victor O. Frazer, 1943年5月24日 - ）は、アメリカ領ヴァージン諸島の弁護士、政治家。アメリカ合衆国下院代議員(通算1期)。

## 経歴・人物
1943年、セント・トーマス島のシャーロット・アマリーで生まれた。1964年、テネシー州ナッシュビルのフィスク大学を卒業、1971年にハワード大学で法務博士を取得した。コロンビア特別区などで弁護士として活動したほか、マーヴィン・M・ダイマリー(カリフォルニア州)やジョン・コニャーズ(ミシガン州)といったアメリカ下院議員のスタッフとして活動した。

### 下院議員
1992年、フレイザーはアメリカ下院議員選挙に無所属で立候補した。対抗馬は現職で通算10期目の当選を目指すロン・デ・ルーゴのみだったが、支持を広げられず落選した。
1994年選挙に無所属から立候補したフレイザーは10,321票(32.5%)を獲得し、全体2位につけた。最多の10,819票(34.1%)を得た民主党のエイリーン・ピータソンが過半数の得票に至らなかったため、決選投票となり、フレイザーが16,561票(54.5%)を獲得し初当選を果たした。ヴァージン諸島選挙区選出のアメリカ下院代議員としては、初の無所属当選者であった。
1996年選挙にも無所属から立候補した。選挙の結果、民主党のドンナ・クリステンセンが7,202票(46.9%)を獲得したが、得票が過半数に満たなかったため、4162票(27.1%)を獲得して2位につけたフレイザーとの決選投票となった。決選投票でフレイザーは11,913票を獲得して粘りを見せたものの、12,869票を獲得したクリステンセンに破れ、落選した。